# Sintula corniger
Sintula corniger là một loài nhện trong họ Linyphiidae. Chúng được John Blackwall miêu tả năm 1856.